# ラウレンティーナ駅
ラウレンティーナ駅(Laurentina)はローマ地下鉄のB線にある駅の一つである。イタリアの首都ローマのジュリアーノ・ダルマータ区、ラウレンティーナ街道とヴィーニャ・ムラータ通り (via di Vigna Murata) との交差点にある。
1930年代にすでに建造が開始されていたが、完了は1955年となってしまった。
1980年代に駅は完全に解体され再建築された。現在の建物は1990年に落成した。
B線の南の終点である。駅の近くで郊外バス路線の始発と接続する。

## 周辺
- サンテウジェーニオ病院（イタリア語版）
- チェッキニョーラ（イタリア語版）
- ラウレンティーナ街道（イタリア語版）
- ヴィーニャ・ムラータ通り（イタリア語版）
- トレ・フォンターネ修道院（イタリア語版）

## 施設
駅には以下の施設がある:
- 切符売場
- 障害者を運ぶ要員
- 乗替え用立体駐車場1250 台分
- COTRALの幹線バス乗り場:

via Pontina:
- ポメーツィア、トルヴァイアニカ, アルデーア, トール・サン・ロレンツォ, ラヴィーニオ, アンツィオ, ネットゥーノ
- ポメーツィア, アプリーリア, ラティーナ, サバウディア, サン・フェリーチェ・チルチェーオ, テッラチーナ